# 深圳校服

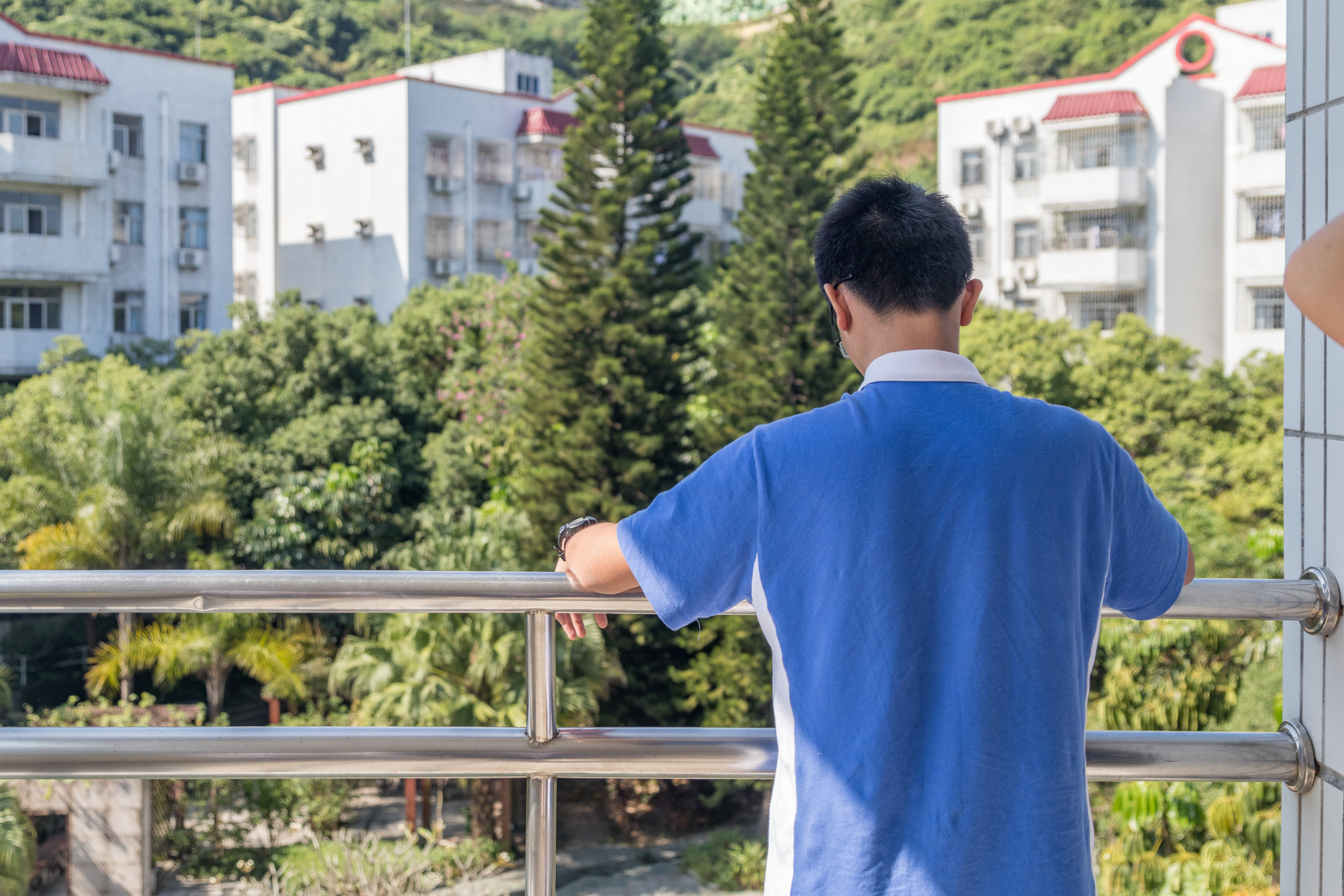
一名深圳男學生著夏季校服

深圳校服是指中華人民共和國廣東省深圳市的小學、初中、高中及中專學生統一穿著的制服。小學為藍白配色，中學加入了藍黑色的褲子，男女裝配色相反。深圳校服的樣式自推出以來一直未變，是兩代深圳人校園時代的集體回憶，已經成為了深圳地域認同，乃至中國流行文化的一部分。

## 歷史
2002年以前，深圳中小學的校服是“一校一款”，由學校自行訂購。由於校服品質較差、參差不齊，且存在價格不盡合理的問題，學生家長投訴不斷，也引起教育局的重視。深圳市教育局通過召開意見徵詢會、舉行學生服設計大賽、生產企業招標、試穿等環節，最終確定實行全市統一校服。2002年9月份，深圳市公辦中小學正式開始統一著裝。近年來民辦學校也逐漸跟進。
2015年，英國倫敦的維多利亞與艾伯特博物館永久收藏了一套中學冬裝深圳校服，並介紹其已經成為了中國流行文化的一部分。
2019年，巴布亞新幾內亞摩爾斯貝港的學校「布圖卡學園」，因為是深圳市援建的學校，校內也開始使用深圳校服。
2020年，深圳校服引入「校服監管碼」，用於校服品質追溯與監控，消費者通過掃描校服監管碼就可以確認校服的歸屬以及查看校服的產品編碼、質檢報告、生產企業資質等訊息。
2020年推出的新版深圳通学生卡，卡面就是穿着深圳校服夏装的男女学生形象。

## 規範
- 學校制度上，深圳市的公立中小學學生都必須穿著深圳校服[8]。

- 深圳校服分為夏裝、秋裝以及冬裝，中學與小學的校服設計略有不同，中學采用顔色較深的藍黑代替小學藍，寓意著學問深入和成熟。

- 兩款夏裝及秋裝的上衣分別為短袖、長袖的polo衫，分男女兩款。男款為藍底白領，小學款在衣領兩側延伸白線至袖口處，中學款則在腋下延伸白線至下襬。而女款則為白底藍領，和男款相反。

- 褲子方面男女相同，分短褲、長褲。小學及中學的短褲均為藍色，側邊有兩條白線；而小學的長褲為藍色，側邊有一條粗白線；中學的長褲為藍黑色，側邊為一粗一細的白線。

- 冬裝方面，中學兩款均為外套。小學分男女兩款，男款以藍色為主，女款以白色爲主。而中學均為藍黑底白紋，兩種顏色以弧線分割。[2]

- 深圳校服從製作面料到銷售服務都有明確規定，針距、釘扣線和釦子色澤都有數據指標要求。校服由相關部門指定廠家生產，指定店家銷售，由學生和家長在深圳的文具店、網路平台[9]以及连锁超市（沃尔玛，华润万家等）[2]等处自行購買[9]。

## 流行文化
- 除了在校時間，深圳校服也是許多深圳人日常生活的搭配選擇。《深圳特區報》的採訪顯示，由於深圳校服比較舒服，很多高中生都喜歡把校服當睡衣穿，也會當作日常穿衣的搭配[1]。甚至到了大學[1]、進入工作[10]，或是在異國他鄉[9]，甚至在南極大陸[11]也會如此。據問卷調查顯示，八成的深圳學生表示喜歡穿校服，週末穿校服的學生則達到五成之多[1]。

- 深圳校服分爲運動服和禮服，禮服穿著頻率較少，只有部分學校采用。一些學生穿黑色或花色袖套以裝飾，一些學生會將校服裁短露臍或直接買小號的校服來顯得腿更長，一些學生穿與生理性別相反的配色以顯示性別認同，成爲學校管理者頭痛的問題。

- 廣東省內其他地方的學生也會購買深圳校服，甚至會相約去集體批發[12]。有深圳校服網路銷售平台的銷售員表示，他們收到的訂單有來自廣東省內其他地方，最遠的甚至來自北京、上海，乃至台灣[1]。

- 深圳校服由於其統一的外觀，逐漸成為了「中國校服」的代名詞[10]。在中國大陸的小品、綜藝節目、電視劇乃至電影裡，深圳校服都曾做充當作品中的校服。何炅、馬麗就在元宵喜樂會上表演小品時穿著深圳校服[12]。在電影《致青春2》當中，劉亦菲穿著深圳夏季校服；張鈞甯等人參加《挑戰者聯盟》錄製時，身穿深圳夏季校服。藝人尼坤、汪東城也曾穿上深圳校服。[10]